# SN 2007pl
SN 2007pl – supernowa typu Ia odkryta 5 listopada 2007 roku w galaktyce E205-G18. W momencie odkrycia miała maksymalną jasność 15,20m.